# Killwhitneydead
I Killwithneydead sono un gruppo metal statunitense, originario di Greensboro, Carolina del Nord.

## Storia della band
Si formarono a Greensboro, Carolina del Nord nel 2001.
Dopo un primo EP, Inhaling the Breath of a Bullet nel 2002 ed un primo cambio di formazione incidono il loro primo album, Never Good Enough for You nel 2004. Da allora il gruppo ha pubblicato altri quattro album, un DVD e un box-set contenente remix dei loro pezzi dei primi anni tutti pubblicati per la Tribunal Records, che è gestita dal cantante Matt Rudzinski.
La loro musica è caratterizzata da una miscela di blast beats, riff metallici tradizionali, voce growl ed elementi power metal, con campionamenti di musica pop ed elettronica. Particolare utilizzo del campionatore come secondo vocalista

## Formazione

### Formazione attuale
- Matt Radzinski - voce, campionamenti
- Kyle Odell - chitarra

### Attuali Turnisti
- Shawn Pelata (Life on Fire) - voce melodica
- Justin Reich - voce melodica
- Gabriel - batteria
- Victor - basso

### Passati
- JT Price - basso (2009-2011)
- Jameson Force - chitarra (2009-2011)
- David Shoaf - chitarra (2005-2011)
- Peter Jackson - batteria (2005-2011, morto nel 2025)
- Josh Coe - basso (2005-2009)
- Rob Holder - chitarra (2005-2009)
- BJ Stevens - chitarra (2003-2005)
- Justin Collins - batteria (2003-2005)
- Ryan McInturff - basso (2003-2005)
- Travis Cook - chitarra (2003-2005)
- Trevor Underwood - seconda voce, campionamenti (2004)
- Tommy Church - chitarra/basso (2002-2003)
- Jeremy Stowers - batteria (2002-2003)

## Discografia

### Album in studio
- 2004 - Never Good Enough for You
- 2005 - So Pretty So Plastic
- 2007 - Hell To Pay
- 2007 - Nothing Less Nothing More
- 2014 - Suffer My Wrath

### EP
- 2002 - Inahaling The Breath Of A Bullet
- 2008 - Stocking Stuffher
- 2012 - Heartbreaker

### Remix
- 2006 - So Pretty So Plastic

### DVD
- 2006 - Scene of the crime

### Box Sets
- 2009 - Not Even God Can Save You Now: A Trilogy of Terror